# Czarna Góra (Zamagurze)
Czarna Góra, zwana też Litwińską Grapą (902 m) – wzgórze wznoszące się nad miejscowością Białka Tatrzańska, po drugiej (orograficznie prawej) stronie rzeki Białka. Wysokość względna nad rzeką wynosi 205 m. Administracyjnie znajduje się na terenie miejscowości Czarna Góra, gdyż Białka tworzy granicę między tymi miejscowościami. Z szosy prowadzącej przez Białkę Tatrzańską widoczne są stromo podcięte (niemal pionowe), skaliste i gołe zachodnie stoki tego wzgórza. To erozyjna działalność rzeki Białka, która po większych ulewach toczy z Tatr ogromne ilości wody i granitowych kamieni. Ta odkrywka fliszu karpackiego jest interesującym obiektem dla geologów. Na szczycie znajduje się metalowy krzy wzorowany na krzyżu na Giewoncie. Powyżej urwisk zachodnie stoki są mniej strome i porośnięte lasem, wierzchołek natomiast jest kopulasty i bezleśny. Wszystkie pozostałe stoki są mało strome i również bezleśne (łąki i pola uprawne). Wschodnimi stokami prowadzi droga z Bukowiny Tatrzańskiej przez Czarną Górę do Trybsza
Z kopuły Czarnej Góry rozpościera się szeroka panorama widokowa. Szczególnie efektownie prezentują się stąd Tatry Bielskie i Tatry Wysokie, widoczne są też Pieniny, Gorce i Magura Spiska. Czarna Góra wykorzystywana jest przez paralotniarzy do startu. Szczególnie nadaje się do lotu żaglowego przy niskiej prędkości wiatru. Polecana jest raczej dla zaawansowanych paralotniarzy. Na zachodnim stoku Czarnej Góry działa wyciąg narciarski Litwińska Grapa o długości kilometra.
Czarna Góra znajduje się na obszarze Pogórza Spiskiego, w etnograficznym regionie zwanym Zamagurzem.

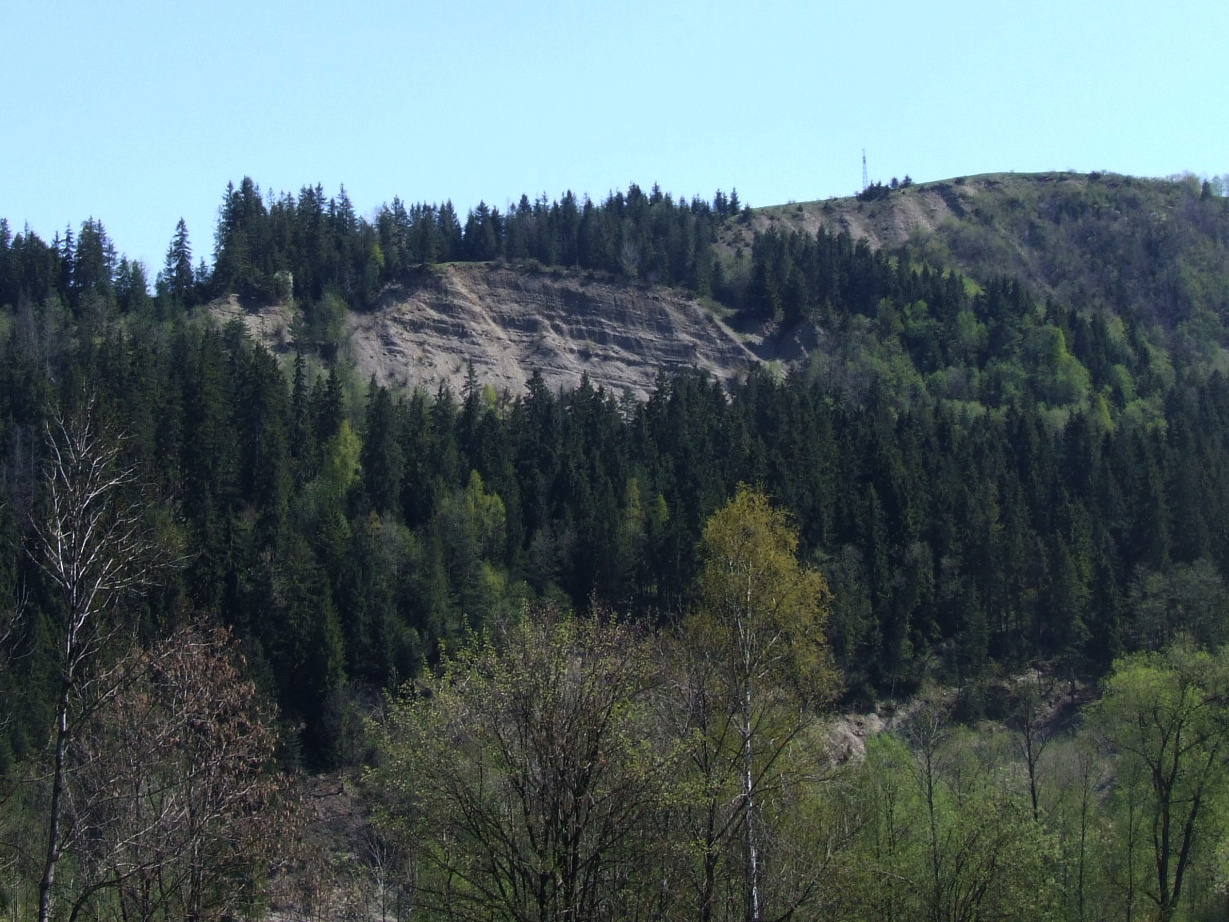
Stromo podcięte zachodnie stoki Czarnej Góry